# Nati nel 1926/Maggio
| Questa pagina contiene informazioni ricavate automaticamente dalle voci biografiche con l'ausilio del template Bio e di un bot. L'aggiornamento è periodico e automatico e ricostruisce completamente la pagina. Se manca una persona in questa lista, sei pregato di non aggiungerla, ma accertati piuttosto che la sua voce biografica contenga il template Bio e che i dati anagrafici siano correttamente compilati. Se il template Bio manca, inseriscilo tu stesso o, in alternativa, metti l'avviso {{tmp\|Bio}} che ne segnala la mancanza. Se i dati riportati sono sbagliati, correggi direttamente la voce biografica; le modifiche saranno visibili in questa lista entro pochi giorni. Per chiarimenti vedi il progetto biografie. La lista contiene solo le 197 persone che sono citate nell'enciclopedia e per le quali è stato implementato correttamente il template Bio. Pagina aggiornata al 18 lug 2025. |

- 1º maggio - Cora Mae Bryant, cantante e compositrice statunitense († 2008)
- 1º maggio - Doug Cowie, calciatore e allenatore di calcio scozzese († 2021)
- 1º maggio - Peter David Lax, matematico statunitense († 2025)
- 2 maggio - Mirko Marjanović, cestista e allenatore di pallacanestro jugoslavo
- 2 maggio - Manlio Simonetti, filologo classico e latinista italiano († 2017)
- 3 maggio - Libero Bizzarri, giornalista, regista e scrittore italiano († 1986)
- 3 maggio - Jimmy Cleveland, trombonista statunitense († 2008)
- 3 maggio - Ann B. Davis, attrice statunitense († 2014)
- 3 maggio - Aldo Garzia, vescovo cattolico italiano († 1994)
- 3 maggio - Mustapha Ben M'Barek, ex calciatore francese
- 3 maggio - Livio Puccioni, calciatore italiano († 2006)
- 3 maggio - Dario Rizzoni, calciatore italiano († 2006)
- 3 maggio - Rafael Romero Marchent, regista, attore e sceneggiatore spagnolo († 2020)
- 4 maggio - Giorgio Brambilla, politico italiano († 2004)
- 4 maggio - Enzo Garinei, attore e doppiatore italiano († 2022)
- 4 maggio - Valeriano López, calciatore peruviano († 1995)
- 4 maggio - Giorgio Luti, critico letterario italiano († 2008)
- 4 maggio - Allen Mandelbaum, poeta e traduttore statunitense († 2011)
- 4 maggio - Umberto Masetti, pilota motociclistico italiano († 2006)
- 4 maggio - June Middleton, attivista australiana († 2009)
- 4 maggio - Gianfranco Pancani, giornalista italiano († 2011)
- 4 maggio - Gerlind Reinshagen, scrittrice, poetessa e drammaturga tedesca († 2019)
- 4 maggio - Elio Sannangelo, attore italiano († 2020)
- 4 maggio - Ferruccio Santamaria, calciatore italiano
- 5 maggio - Germano Facetti, designer italiano († 2006)
- 5 maggio - Bruno Fracchia, politico italiano († 2017)
- 5 maggio - Vera Franceschi, pianista statunitense († 1966)
- 5 maggio - Egilberto Martufi, maratoneta italiano († 1989)
- 5 maggio - John O'Leary, attore statunitense († 2019)
- 5 maggio - Bing Russell, attore e giocatore di baseball statunitense († 2003)
- 5 maggio - Maurice Taylor, vescovo cattolico britannico († 2023)
- 5 maggio - Víctor Ugarte, calciatore boliviano († 1995)
- 6 maggio - Donald Broadbent, psicologo britannico († 1993)
- 7 maggio - Val Bisoglio, attore statunitense († 2021)
- 7 maggio - Pasquale Panico, politico e sindacalista italiano († 2018)
- 7 maggio - Moraldo Rossi, sceneggiatore e regista italiano († 2021)
- 7 maggio - Mario Sebastián, pallanuotista argentino († 2006)
- 7 maggio - Charley Wolf, allenatore di pallacanestro statunitense († 2022)
- 8 maggio - David Attenborough, divulgatore scientifico e naturalista britannico
- 8 maggio - Franco Bemporad, pittore e sceneggiatore italiano († 1989)
- 8 maggio - Augustin Bernaer, cestista belga
- 8 maggio - Pierre Broué, storico e attivista francese († 2005)
- 8 maggio - Erico Menczer, direttore della fotografia, pittore e scrittore italiano († 2012)
- 8 maggio - Giuliano Ravizza, stilista, imprenditore e medico italiano († 1992)
- 8 maggio - Don Rickles, comico, cabarettista e attore statunitense († 2017)
- 8 maggio - William David Lindsay Ride, zoologo e paleontologo inglese († 2011)
- 9 maggio - Carlo Boscarato, fumettista e disegnatore italiano († 1987)
- 9 maggio - Napoleone Colajanni, politico italiano († 2005)
- 9 maggio - Vittorio Giorgini, architetto italiano († 2010)
- 10 maggio - Franco Angrisano, attore italiano († 1996)
- 10 maggio - Hugo Banzer Suárez, generale e politico boliviano († 2002)
- 10 maggio - Bernard Philippe Groslier, archeologo e funzionario francese († 1986)
- 10 maggio - Alfreda Markowska, attivista polacca († 2021)
- 10 maggio - Otello Montanari, partigiano e politico italiano († 2018)
- 10 maggio - Domenico Mussino, ex calciatore italiano
- 10 maggio - Dilaver Toptani, cestista e pallavolista albanese
- 11 maggio - Yvonne Furneaux, attrice francese († 2024)
- 11 maggio - Paul Gillon, fumettista francese († 2011)
- 11 maggio - Rudolf Kassel, filologo classico tedesco († 2020)
- 11 maggio - Osman Ragheb, attore, doppiatore e direttore del doppiaggio egiziano († 2024)
- 11 maggio - Teddy Scholten, cantante olandese († 2010)
- 11 maggio - Frank Thring, attore australiano († 1994)
- 12 maggio - James Samuel Coleman, sociologo statunitense († 1995)
- 12 maggio - Mervyn M. Dymally, politico statunitense († 2012)
- 12 maggio - John Givens, cestista e allenatore di pallacanestro statunitense († 2009)
- 12 maggio - Earl Hutto, politico statunitense († 2020)
- 12 maggio - Marilyn Knowlden, attrice statunitense
- 12 maggio - Vincenzo Mezzogiorno, medico e politico italiano († 2001)
- 12 maggio - George Christopher Williams, biologo statunitense († 2010)
- 13 maggio - Ottorino Bossi, calciatore italiano († 1986)
- 13 maggio - Marisa Bovolato, cestista italiana († 2023)
- 13 maggio - Ivano Cipriani, giornalista e saggista italiano († 2025)
- 13 maggio - Roberto Gavioli, regista cinematografico italiano († 2007)
- 13 maggio - John Michael King, attore teatrale statunitense († 2008)
- 13 maggio - Adriana Millard, ex velocista e lunghista cilena
- 13 maggio - Alfred Prucker, fondista, saltatore con gli sci e combinatista nordico italiano († 2015)
- 14 maggio - Mario Caraffini, politico italiano († 2016)
- 14 maggio - Fabio Frugali, calciatore italiano († 2004)
- 14 maggio - Brian G. W. Manning, astronomo britannico († 2011)
- 14 maggio - André Maranne, attore francese († 2021)
- 14 maggio - Rossano Marchioni, partigiano italiano († 1944)
- 14 maggio - Alfred Obschernikat, pallanuotista tedesco († 2005)
- 14 maggio - Alfredo Pascazi, pittore e scultore italiano († 1995)
- 14 maggio - Carol Marsh, attrice britannica († 2010)
- 15 maggio - Jacques Favory, cestista francese († 2018)
- 15 maggio - Mike Flanagan, militare irlandese († 2014)
- 15 maggio - Gianfranco Frattini, architetto e designer italiano († 2004)
- 15 maggio - William A. Graham, regista statunitense († 2013)
- 15 maggio - Ellen Hanley, attrice teatrale statunitense († 2007)
- 15 maggio - Mahendra Nath Mulla, militare indiano († 1971)
- 15 maggio - Vicente Pascual Sebastiá, calciatore spagnolo († 2018)
- 15 maggio - Hans Jürgen Press, scrittore e fumettista tedesco († 2002)
- 15 maggio - Anthony Shaffer, drammaturgo, sceneggiatore e scrittore inglese († 2001)
- 15 maggio - Peter Shaffer, drammaturgo e sceneggiatore inglese († 2016)
- 15 maggio - Antonio Spavone, mafioso italiano († 1993)
- 16 maggio - Basilio Catania, ingegnere italiano († 2010)
- 16 maggio - Joseph Churms, astronomo sudafricano († 1994)
- 16 maggio - Robert Jay Lifton, psichiatra statunitense
- 16 maggio - Necla Sultan, principessa ottomana († 2006)
- 16 maggio - Vlastimil Pokorný, calciatore cecoslovacco († 1997)
- 16 maggio - Alina Szapocznikow, scultrice polacca († 1973)
- 16 maggio - Peter Tantholdt, missionario, cestista e pallamanista danese († 2010)
- 16 maggio - Armand Van Wambeke, cestista belga († 2011)
- 16 maggio - Ján Zimmer, pianista e compositore slovacco († 1993)
- 17 maggio - Giorgio Bellavitis, fumettista italiano († 2009)
- 17 maggio - Giancarlo Cantelmi, politico italiano († 2023)
- 17 maggio - María Duval, attrice argentina († 2022)
- 17 maggio - Karl Lieffen, attore tedesco († 1999)
- 17 maggio - David Ogilvy, XIII conte di Airlie, nobile scozzese († 2023)
- 17 maggio - Ján Podolák, etnologo e etnografo slovacco († 2017)
- 17 maggio - Dimitrij Romanovič Romanov, principe russo († 2016)
- 17 maggio - Wang Yih-jiun, ex cestista taiwanese
- 18 maggio - Bob Benny, cantante e attore televisivo belga († 2011)
- 18 maggio - Julio César Britos, calciatore uruguaiano († 1998)
- 18 maggio - Joe Brown, pugile statunitense († 1997)
- 18 maggio - Primo Buzzetti, politico italiano († 2009)
- 18 maggio - Georges Gandil, canoista francese († 1999)
- 18 maggio - Sergio Garavini, sindacalista e politico italiano († 2001)
- 19 maggio - Ronald Ashman, allenatore di calcio e calciatore inglese († 2004)
- 19 maggio - Isao Okawa, imprenditore giapponese († 2001)
- 19 maggio - Kriyananda, filosofo, religioso e scrittore rumeno († 2013)
- 19 maggio - Giovanni Antonio Meloni, medico, microbiologo e virologo italiano († 2001)
- 19 maggio - Sergio Siglienti, banchiere e economista italiano († 2020)
- 20 maggio - Alberto Caracciolo, storico italiano († 2002)
- 20 maggio - Abdul Rahim Hatif, politico afghano († 2013)
- 20 maggio - Sami Ibrahim, cestista egiziano
- 20 maggio - Bob Sweikert, pilota automobilistico statunitense († 1956)
- 21 maggio - Albino Buticchi, dirigente sportivo italiano († 2003)
- 21 maggio - Robert Creeley, poeta statunitense († 2005)
- 21 maggio - Albert Grossman, imprenditore e manager statunitense († 1986)
- 21 maggio - André Houška, calciatore cecoslovacco († 1991)
- 21 maggio - Adele Maria Jemolo, partigiana e politica italiana († 1970)
- 21 maggio - Elihu Katz, sociologo statunitense († 2021)
- 21 maggio - Salvatore Meluso, scrittore italiano († 2013)
- 21 maggio - Eolo Parodi, politico italiano († 2018)
- 21 maggio - Hazel Redick-Smith, tennista sudafricana († 1996)
- 22 maggio - Elek Bacsik, chitarrista e violinista ungherese († 1993)
- 22 maggio - Michail Byčkov, hockeista su ghiaccio sovietico († 1997)
- 22 maggio - Mendy Morein, cestista canadese († 2003)
- 22 maggio - Giulio Orlando, politico italiano († 2017)
- 22 maggio - George Albert Wells, linguista e saggista britannico († 2017)
- 23 maggio - Buddy Cate, cestista e allenatore di pallacanestro statunitense († 2011)
- 23 maggio - Aileen Hernandez, sindacalista statunitense († 2017)
- 23 maggio - Colleen Kay Hutchins, modella statunitense († 2010)
- 23 maggio - Marisa Merz, artista italiana († 2019)
- 23 maggio - Christian Norberg-Schulz, architetto norvegese († 2000)
- 24 maggio - Rasso di Baviera, nobile tedesco († 2011)
- 24 maggio - Stanley Baxter, comico, attore e umorista scozzese
- 24 maggio - Riccardo Chieppa, magistrato italiano († 2025)
- 24 maggio - Desmond Davis, regista britannico († 2021)
- 24 maggio - Rudolf Kippenhahn, astrofisico e scrittore tedesco († 2020)
- 24 maggio - Sergio Marelli, cestista e dirigente sportivo italiano († 2006)
- 24 maggio - Lorenzo Parodi, sindacalista e politico italiano († 2011)
- 25 maggio - Claude Akins, attore statunitense († 1994)
- 25 maggio - Sergio Asti, architetto e designer italiano († 2021)
- 25 maggio - Arrigo Diodati, partigiano italiano († 2013)
- 25 maggio - Severino Santiapichi, magistrato e scrittore italiano († 2016)
- 25 maggio - Bill Sharman, cestista, allenatore di pallacanestro e dirigente sportivo statunitense († 2013)
- 25 maggio - Max von der Grün, scrittore tedesco († 2005)
- 26 maggio - Miles Davis, trombettista e compositore statunitense († 1991)
- 26 maggio - Luciano Loschi, calciatore italiano († 2009)
- 26 maggio - Bruno Nicolai, compositore, direttore d'orchestra e editore musicale italiano († 1991)
- 26 maggio - Antonio Prieto, attore e cantante cileno († 2011)
- 26 maggio - Fedora Veronesi, cestista italiana († 2019)
- 26 maggio - Otto Wüst, vescovo cattolico svizzero († 2002)
- 27 maggio - Giovanni Cesareo, giornalista, scrittore e critico televisivo italiano († 2015)
- 27 maggio - Bud Shank, sassofonista e flautista statunitense († 2009)
- 27 maggio - Marcel Renaud, canoista francese († 2016)
- 27 maggio - Kees Rijvers, calciatore e allenatore di calcio olandese († 2024)
- 28 maggio - Mario Antozzi, ex calciatore italiano
- 28 maggio - Ferdinando Maria di Borbone-Due Sicilie, principe francese († 2008)
- 28 maggio - Clarence Brannum, cestista statunitense († 2000)
- 28 maggio - Russ Freeman, pianista statunitense († 2002)
- 28 maggio - Mogens Glistrup, politico danese († 2008)
- 28 maggio - Giovanni Lombardi, ingegnere svizzero († 2017)
- 28 maggio - Danilo Venturi, ex calciatore italiano
- 29 maggio - Mario D'Agata, pugile italiano († 2009)
- 29 maggio - Amelio De Juliis, partigiano e militare italiano († 1945)
- 29 maggio - Charles Denner, attore polacco († 1995)
- 29 maggio - Billy Foulkes, calciatore gallese († 1979)
- 29 maggio - Teodoro González de León, architetto e pittore messicano († 2016)
- 29 maggio - Halaevalu Mata'Aho 'Ahome'e, regina tongana († 2017)
- 29 maggio - Katie Boyle, conduttrice televisiva e attrice britannica († 2018)
- 29 maggio - Piero Pasini, telecronista sportivo e giornalista italiano († 1981)
- 29 maggio - Ilona Szmertnik, ex cestista ungherese
- 29 maggio - Albert Hermann Traber, imprenditore svizzero († 2007)
- 29 maggio - Abdoulaye Wade, politico senegalese
- 30 maggio - James McLamore, imprenditore statunitense († 1996)
- 30 maggio - Christine Jorgensen, statunitense († 1989)
- 30 maggio - Antonino Piscitello, politico italiano († 1978)
- 30 maggio - Aldo Vascellari, ex calciatore italiano
- 31 maggio - Edda Albertini, attrice italiana († 1988)
- 31 maggio - Everardo Alvarez da Cruz Filho, pallanuotista brasiliano († 2003)
- 31 maggio - Domenico De Simone, politico italiano († 2019)
- 31 maggio - Claudio Gorlier, anglista, traduttore e scrittore italiano († 2017)
- 31 maggio - John George Kemeny, matematico e informatico ungherese († 1992)
- 31 maggio - James Krüss, scrittore e illustratore tedesco († 1997)